# Malacomys edwardsi
Malacomys edwardsi es una especie de roedor de la familia Muridae.

## Distribución geográfica
Se encuentra en Costa de Marfil, Ghana, Guinea, Liberia, Nigeria, y  Sierra Leona.

## Hábitat
Su hábitat natural son: los bosque y matorral húmedos subtropicales o tropicales.